# Virginia Reel

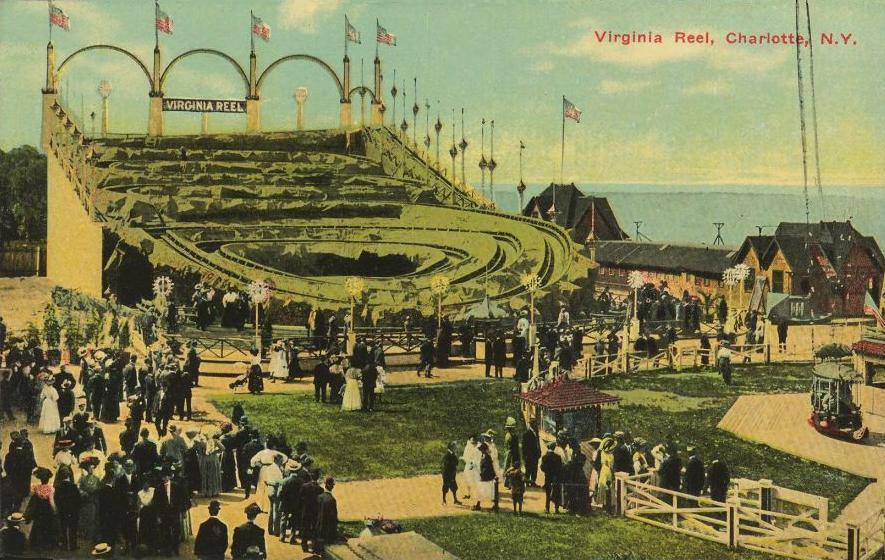
Virginia Reel à Ontario Beach Amusement Park vers 1910.

Le Virginia Reel est un ancien style de montagnes russes en bois caractérisé par des wagons circulaires en forme de "tonneaux" et une voie plate zig-zaguant autant que les Wild Mouse. Les wagons sont appelés "tubs".

## Description
Les Virginia Reels utilisent une voie à friction latérale. Les "tubs" (traduisible par "tonneaux" ou "barriques") ont des sièges sur la face intérieure et tournent indépendamment de leur châssis qui traverse le parcours. Au lieu de grosses bosses (ou collines) et de virages inclinées, les Virginia Reels possèdent de nombreux virages en épingles à cheveux plats (comme les Wild Mouse) dans le but de faire tourner la barrique le plus possible. Vers la fin du parcours, il y a une hélice et un tunnel relativement profond.

## Historique
Le Virginia Reel a été créé par Henry Elmer Riehl, qui l'a nommé d'après sa fille Luna Virginia Riehl. Le premier Virginia Reel a été construit en 1908 au Luna Park de Coney Island, où Henry Riehl était superintendant. Le dernier Virginia Reel de grande taille était situé à Pleasure Beach, Blackpool en Angleterre jusqu'à sa fermeture en 1982. L'équivalent moderne sont les montagnes russes tournoyantes.
Une attraction similaire, le Tickler, consistait en des rails tordus  formant une route en zigzag sur un plan incliné.
Le Tyrolean Tubtwist à Joyland Amusement Park est un quasi-Virginia Reel : il s'agit d'un Virginia Reel en version miniature dont chaque wagon est motorisé. Du courant électrique circule dans chaque voie. Les quatre pneus permettent de guider chaque wagon mais aussi de le faire grâce au contact avec les planches en bois situées sur le côté. Le parcours est quasiment entièrement électrifié sauf une ou deux sections où le degré de pente permet aux wagons d'être plus ou moins en roue libre. Il a ouvert en 1950.